# Bandiera della Liguria
(L.R. 7 luglio 1997 Art.1)

Bandiera della Liguria

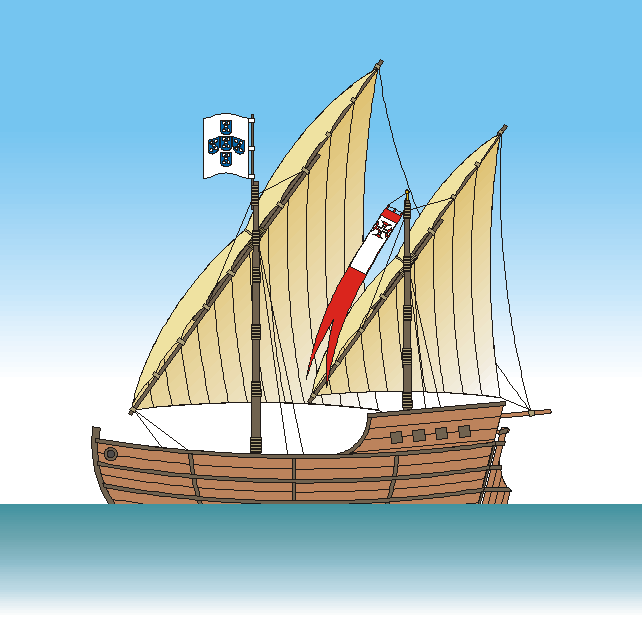
Una caravella

I colori della bandiera della Liguria rappresentano:
- il verde i monti dell'Appennino Ligure e delle Alpi Liguri.
- rosso il sangue versato nelle varie guerre.
- il blu del Mar Ligure.

Al centro della bandiera si trova una caravella stilizzata, che simboleggia le tradizioni marittime della regione e i suoi grandi navigatori; la caravella a sua volta al posto della vela principale riporta la bandiera di Genova e della Repubblica di Genova, che dominò per secoli gran parte della Liguria odierna. Le quattro stelle simboleggiano le quattro province liguri.

## Altre Bandiere

Bandiera di Genova e della Repubblica
Bandiera proposta dalla Lega Liguria
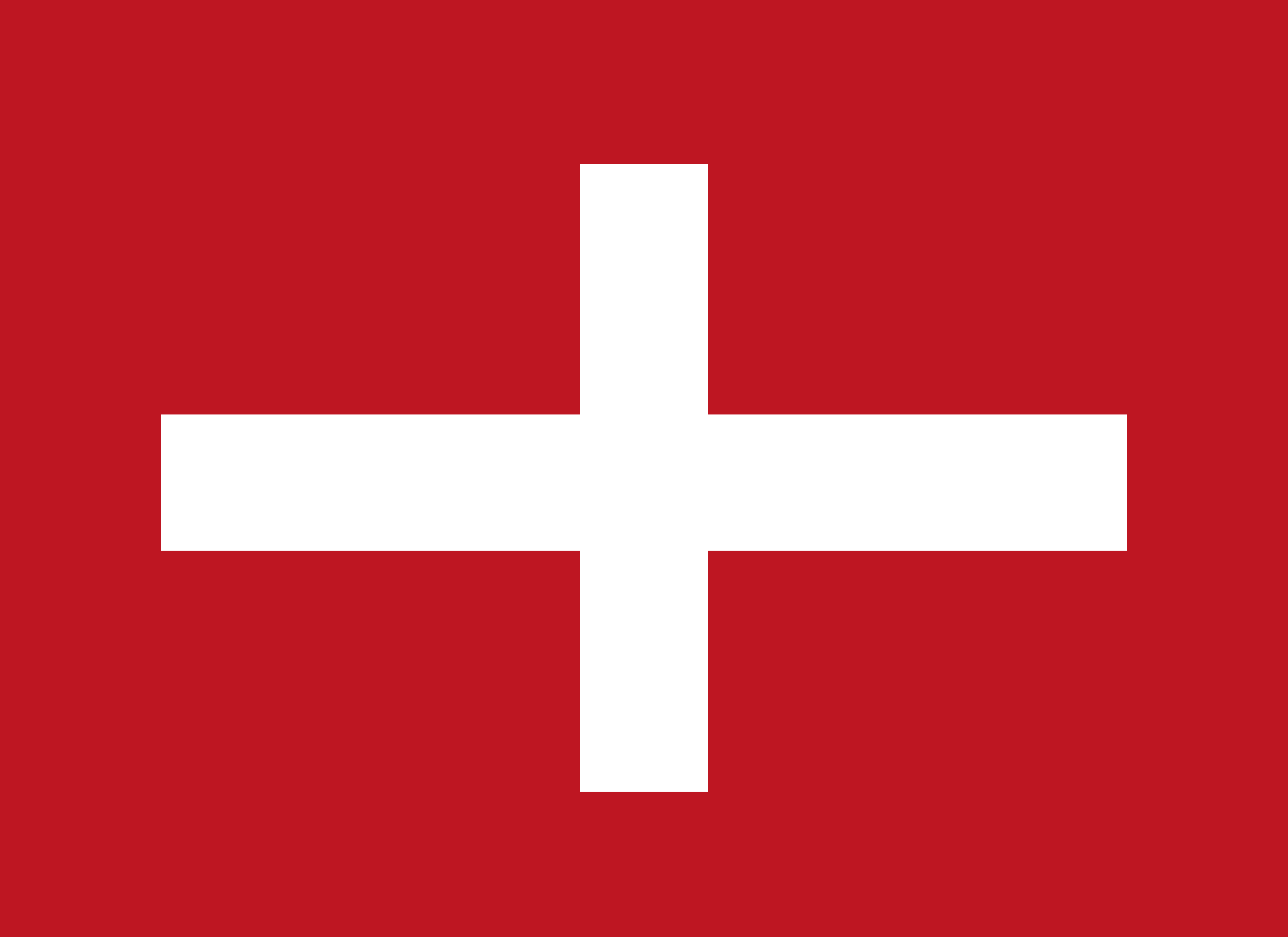
Bandiera della Repubblica di Noli
Bandiera del Principato di Torriglia